# Bovesia

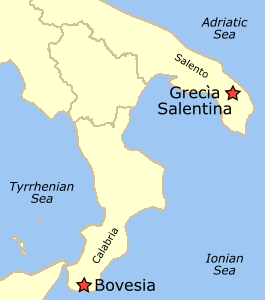
Obszary kultury italogreckiej na południu Włoch

Bovesia, znana też jako Grecìa Calabra (Grecja kalabryjska) - jeden z dwóch obszarów w południowych Włoszech w którym używany jest język griko a mieszkańcy kultywują kulturę italogrecką. Obejmuje 9 kalabryjskich wiosek w okolicach Reggio di Calabria, na zachodnim krańcu Kalabrii i liczy znacznie mniej mieszkańców od drugiego obszaru tej kultury, Grecìa Salentina.